# Rosi Mittermaierová
Rosa Anna Katharina „Rosi“ Mittermaierová-Neureutherová (5. srpna 1950, Reit im Winkl –  4. ledna 2023, Garmisch-Partenkirchen) byla německá alpská lyžařka, která reprezentovala Západní Německo.
Je držitelkou tří olympijských medailí a všechny získala na olympiádě v Innsbrucku roku 1976. Vyhrála zde závod ve slalomu a překvapivě i ve sjezdu, přičemž šlo o jediné sjezdařské mezinárodní vítězství v její kariéře. V obřím slalomu pak skončila druhá. Spolu s Raisou Smetaninovou se stala nejúspěšnějším sportovcem celých her. Šlo v té době zároveň o nejlepší ženský výkon v alpském lyžování na jedněch hrách. Ve stejném roce se navíc stala celkovou vítězkou světového poháru a kralovala celkově i ve slalomu a kombinaci. Vyhrála za svou kariéru deset závodů světového poháru, 41krát stála na stupních vítězů. Jejím nejlepším výsledkem na mistrovství světa (mimo olympijské hry, které se tehdy jako mistrovství světa rovněž počítaly) bylo páté místo v kombinaci v roce 1970. Vyhrála též šestnáct titulů mistryně Německa. Kariéru ukončila po hrách v Innsbrucku.
Její sestra Evi Mittermaierová byla rovněž alpskou lyžařkou a společně natočily několik desek lidových písní. V roce 1980 se vdala za alpského lyžaře Christiana Neureuthera. Jejich syn Felix Neureuther se rovněž věnoval stejnému sportu jako oba rodiče. V roce 2000 založila nadaci na pomoc dětem s revmatismem. V Tyrolsku po ní pojmenovali tunel.